# Hebeticoides acuta
Hebeticoides acuta är en insektsart som beskrevs av Fowler. Hebeticoides acuta ingår i släktet Hebeticoides och familjen hornstritar. Inga underarter finns listade i Catalogue of Life.